# Liste des monuments classés du gouvernorat de Bizerte
Cette liste des monuments classés du gouvernorat de Bizerte est une liste des monuments historiques et archéologiques protégés et classés du gouvernorat de Bizerte, établie par l'Institut national du patrimoine de Tunisie.

## Liste
| Identifiant monument | Site         | Monument                                                         | Adresse           | Date de classement | Décret           | Coordonnées                       | Illustration                                                     |                       |
| -------------------- | ------------ | ---------------------------------------------------------------- | ----------------- | ------------------ | ---------------- | --------------------------------- | ---------------------------------------------------------------- | --------------------- |
| 23-1                 | Zhana        | Pont archéologique de Zhana sur l’Oued Charchara                 |                   | 15 janvier 2001    | 15 janvier 2001  | à géolocaliser                    | Image manquante Téléverser                                       | Télécharger une image |
| 23-2                 | Utique       | Ruines du palais de l'amirauté carthaginoise dans l'ancienne île |                   | 23 décembre 1891   | 23 décembre 1891 | à géolocaliser                    | Ruines du palais de l'amirauté carthaginoise dans l'ancienne île | Télécharger une image |
| 23-3                 | Utique       | Théâtre                                                          |                   | 23 décembre 1891   | 23 décembre 1891 | à géolocaliser                    | Image manquante Téléverser                                       | Télécharger une image |
| 23-4                 | Utique       | Amphithéâtre                                                     |                   | 23 décembre 1891   | 23 décembre 1891 | à géolocaliser                    | Amphithéâtre                                                     | Télécharger une image |
| 23-5                 | Ras Jebel    | Zaouïa Sidi El Arbi                                              | Rue Habib-Thameur | 30 juillet 2002    | 30 juillet 2002  | 37° 12′ 57″ nord, 10° 07′ 24″ est | Zaouïa Sidi El Arbi                                              | Télécharger une image |
| 23-6                 | Fartout      | Arcades de l'aqueduc romain à sa traversée de l'Oued-el-Hanaïa   |                   | 25 janvier 1922    | 25 janvier 1922  | à géolocaliser                    | Image manquante Téléverser                                       | Télécharger une image |
| 23-7                 | Bizerte      | Fort de Bizerte                                                  |                   | 15 janvier 2001    | 15 janvier 2001  | 37° 16′ 52″ nord, 9° 52′ 15″ est  | Fort de Bizerte                                                  | Télécharger une image |
| 23-8                 | Bizerte      | Kasbah                                                           |                   | 15 janvier 2001    | 15 janvier 2001  | 37° 16′ 44″ nord, 9° 52′ 32″ est  | Kasbah                                                           | Télécharger une image |
| 23-9                 | Bizerte      | Ksiba                                                            |                   | 15 janvier 2001    | 15 janvier 2001  | 37° 16′ 41″ nord, 9° 52′ 36″ est  | Ksiba                                                            | Télécharger une image |
| 23-10                | Bizerte      | Remparts de Bizerte                                              |                   | 15 janvier 2001    | 15 janvier 2001  | à géolocaliser                    | Remparts de Bizerte                                              | Télécharger une image |
| 23-11                | Ghar El Melh | Borj El Woustani (Fort médian)                                   |                   | 25 janvier 1922    | 25 janvier 1922  | 37° 10′ 09″ nord, 10° 11′ 30″ est | Borj El Woustani (Fort médian)                                   | Télécharger une image |
| 23-12                | Ghar El Melh | Borj Lazarit                                                     |                   | 25 janvier 1922    | 25 janvier 1922  | 37° 10′ 03″ nord, 10° 10′ 47″ est | Borj Lazarit                                                     | Télécharger une image |
| 23-13                | Ghar El Melh | Borj Sidi Ali el-Mekki                                           |                   | 25 janvier 1922    | 25 janvier 1922  | 37° 10′ 11″ nord, 10° 11′ 40″ est | Borj Sidi Ali el-Mekki                                           | Télécharger une image |
| 23-14                | Raf Raf      | Zone archéologique subaquatique autour de l'île de Pilau         |                   | 21 janvier 2021    | 21 janvier 2021  | à géolocaliser                    | Image manquante Téléverser                                       | Télécharger une image |
| 23-15                | Sejnane      | Ancienne gare ferroviaire de Sejnan                              |                   | 26 décembre 2022   | 26 décembre 2022 | 37° 03′ 23″ nord, 9° 14′ 15″ est  | Image manquante Téléverser                                       | Télécharger une image |
| 23-16                | Bizerte      | Grande mosquée de Bizerte                                        |                   | 22 janvier 2024    | 22 janvier 2024  | à géolocaliser                    | Image manquante Téléverser                                       | Télécharger une image |
| 23-17                | Bizerte      | Mosquée Sidi El Mostari                                          |                   | 22 janvier 2024    | 22 janvier 2024  | à géolocaliser                    | Image manquante Téléverser                                       | Télécharger une image |